# Tapeinosperma amplexicaule
Tapeinosperma amplexicaule är en viveväxtart som beskrevs av Carl Christian Mez. Tapeinosperma amplexicaule ingår i släktet Tapeinosperma och familjen viveväxter. Inga underarter finns listade i Catalogue of Life.